# Un, deux, trois (chanson de Catherine Ferry)
Pour les articles homonymes, voir Un, deux, trois (homonymie).
Chansons représentant la France au Concours Eurovision de la chanson
Et bonjour à toi l'artiste
(1975) L'Oiseau et l'Enfant
(1977)
Singles de Catherine Ferry
Julia mon cœur
(1975) Ma chanson d'amour
(1976)
Un, deux, trois ou, en chiffres, 1, 2, 3 est une chanson composée par Tony Rallo sur des paroles de Jean-Paul Cara et interprétée par la chanteuse française Catherine Ferry et qui a été choisie pour représenter la France au Concours Eurovision de la chanson 1976 qui se déroulait à La Haye aux Pays-Bas. Elle est sortie le 30 avril la même année en single sous le label Barclay.
Catherine Ferry a également enregistré la chanson en allemand (Eins, zwei, drei), anglais (One, Two, Three) et espagnol (Un, dos, tres).

## Genèse
La chanteuse Catherine Ferry étant à l'époque la petite amie de l'auteur-compositeur-interprète Daniel Balavoine dont le style musical était plutôt pop-rock, ne voyait pas d'un très bon œil sa participation à l'Eurovision avec cette chanson, au style très variété.
Cependant, elle accepte d'enregistrer la chanson et de participer au concours à condition que la face B du 45 tours sur tous les pressages soit une composition de Daniel Balavoine, Petit Jean, et même que ce dernier puisse modifier quelques phrases du texte de 1, 2, 3.
Finalement, lors de sa prestation à l'Eurovision, Catherine Ferry sera accompagnée aux chœurs par Daniel Balavoine et l'un de ses frères.

## Concours Eurovision de la chanson
Elle est intégralement interprétée en français, langue nationale, le choix de langue étant toutefois libre entre 1973 et 1976. L'orchestre est dirigé par Tony Rallo.
Un, deux, trois était passée dix-septième du concours, après Toi, la musique et moi de Mary Christy qui représentait le Monaco et avant Ne mogu skriti svoju bol de Ambasadori (en) qui représentait la Yougoslavie. À l'issue du vote, elle a obtenu nombre record pour la France de 147 points, se classant 2e sur dix-huit chansons.
La chanson suivante qui représente la France, en 1977, est L'Oiseau et l'Enfant, interprétée par Marie Myriam, remportera le concours Eurovision. Mais sans détrôner le record de points, il fallut encore attendre jusqu'en 2016 avec Amir et sa chanson J'ai cherché et ses 257 points.

## Liste des pistes
| A1. | 1, 2, 3    | 2:27 |
| B1. | Petit Jean | 3:31 |

## Classements
| Classement (1976)                       | Meilleure position |
| --------------------------------------- | ------------------ |
| Allemagne de l'Ouest (Media Control)    | 17                 |
| Belgique (Flandre Ultratop 50 Singles)  | 3                  |
| Belgique (Wallonie Ultratop 50 Singles) | 4                  |
| France (IFOP)                           | 2                  |
| Norvège (VG-lista)                      | 5                  |
| Pays-Bas (Nederlandse Top 40)           | 5                  |
| Pays-Bas (Nationale Hitparade)          | 5                  |
| Suède (Sverigetopplistan)               | 13                 |
| Suisse (Schweizer Hitparade)            | 9                  |

| Classement (1976)              | Position |
| ------------------------------ | -------- |
| Belgique (Flandre Ultratop 50) | 42       |
| France (IFOP)                  | 54       |
| Pays-Bas (Nederlandse Top 40)  | 95       |
| Pays-Bas (Nationale Hitparade) | 88       |